# Ăn mùn bã

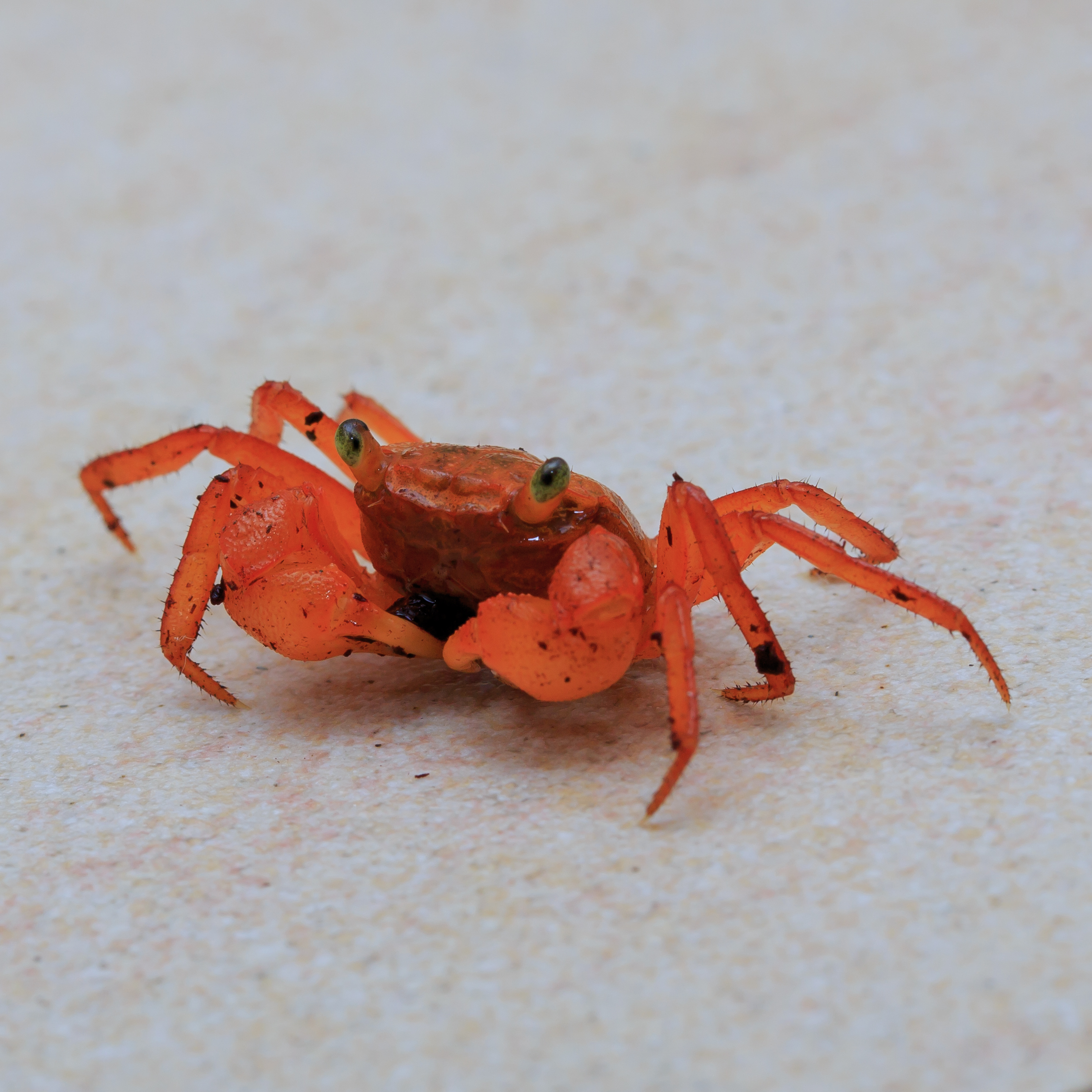
Một con cua ma cà rồng, chúng là động vật ăn mùn bã hữu cơ

Ăn mùn bã hay còn gọi là Detritivores hay còn được gọi là thể thực khuẩn mảnh vụn là một hình thức dị dưỡng mà động vật kiếm được chất dinh dưỡng bằng cách ăn các mảnh vụn hữu cơ (bộ phận đã phân hủy của cây lá và động vật, cũng như phân). Cùng với ăn xác thối, ăn mùn bã là một cơ chế của tự nhiên làm sạch môi trường sống, không để phát sinh mầm bệnh phát tán trong tự nhiên.

## Tổng quan
Có rất nhiều loại động vật không xương, động vật có xương sống và thực vật thực hiện theo tập tính ăn này. Bằng cách làm như vậy, tất cả những loài ăn mùn bã đã góp phần phân hủy và tạo ra các chu trình dinh dưỡng. Những loài này cần được phân biệt với quá trình phân hủy khác, chẳng hạn như nhiều loài vi khuẩn, nấm và nguyên sinh vật, trong đó không thể ăn cục rời rạc của vật chất, nhưng thay vì sống bằng cách hấp thụ và chuyển hóa trên quy mô phân tử (dinh dưỡng saprotrophic). Ăn mùn bã Detritivores là một khía cạnh quan trọng của nhiều hệ sinh thái. Chúng có thể sống trên đất bất kỳ với một thành phần hữu cơ, bao gồm các hệ sinh thái biển, nơi chúng được gọi thay thế cho nhau với động vật ăn đáy.

## Các loài
Các động vật detritivorous điển hình bao gồm rết, các loài mối, ruồi, sên, nhiều sâu cạn, sao biển, hải sâm, cua cáy, và một số giun nhiều tơ ít vận động như amphitrites (Amphitritinae, trùng thuộc họ Terebellidae) và các loài terebellids khác. Ăn xác thối thông thường không được coi là detritivores, vì những loài này thường ăn một lượng lớn các chất hữu cơ, nhưng cả hai kiểu ăn mùn bã và ăn xác thối là những trường hợp cụ thể của hệ thống tiêu thụ tài nguyên. Động vật ăn gỗ, dù sống hay đã chết, được biết đến như xylophagy. 